# Volksbeweging tegen de EU
Volksbeweging tegen de EU (Deens: Folkebevægelsen mod EU) is een politieke beweging die zich onder andere verzet tegen de deelname van Denemarken aan de Europese Unie. De beweging maakt in het Europees Parlement deel uit van de fractie Europees Unitair Links/Noords Groen Links. Ze wordt in het parlement vertegenwoordigd door Søren Søndergaard.

## Geschiedenis
In oktober 1972 werd onder de Deense bevolking een referendum gehouden over de toetreding tot de toenmalige EG. In april 1972 werd de "Folkebevægelsen mod dansk medlemskab af EF" (Volksbeweging tegen het lidmaatschap van de EG) opgericht door leden van vijfentwintig politieke partijen en ongeveer honderdvijftig lokale groeperingen met als gemeenschappelijk doel om de bevolking tegen toetreding te laten stemmen. Na de toetreding van Denemarken in 1973 bleef de Volksbeweging tegen de EG bestaan.
Nadat de Deense bevolking in juni 1992 in een referendum tegen het Verdrag van Maastricht had gestemd, splitste een groep zich af en ging verder onder de naam Junibeweging (Junibevægelsen). De afsplitsing had te maken met een meningsverschil over de interne markt van de Europese Unie, die de leden van de Junibeweging over het algemeen accepteerden, in tegenstelling tot de overgebleven leden van de Volksbeweging.